# حاج عبدالرحمان
حاج عبدالرحمان (عربی: حاج عبد الرحمان)؛ (۱۲ اکتبر ۱۹۴۰ در الجزیره - ۵ اکتبر ۱۹۸۱ در پاریس). بازیگر، فیلم‌ساز، کارگردان الجزایری به نام المفتش الطاهر شهرت یافت، و در تعدادی از فیلم‌های کارآگاهی همراه با بازیگر یحی بن مبروک در نقش دستیار بازرس بازی کرد.

## فعالیت هنری
نقش‌های متعددی را در زندگی هنری اش در سینما و تئاتر ایفا کرد و فقیر مرد.

## بازی در فیلم
- بازرس پاکیزه
- غمگین
- گربه
- موش (۱۹۶۸)
- تعطیلات بازرس پاکیزه برای موسی حداد(۱۹۷۲)
- محبوبیت یکساعت و چهل و پنج دقیقه ۱۹۷۴
- بازرس پاکیزه یک گل می‌زند ۱۹۷۷[۳]